# FIA Alternative Energies Cup 2016
La FIA Alternative Energies Cup 2016 è stata la stagione 2016 del Campionato del mondo per auto ad energia alternativa organizzato dalla Federazione Internazionale dell'Automobile, e si è disputata dal 20 maggio al 9 ottobre.
Per quanto riguarda la categoria VII/VIII, riservata ai veicoli ibridi ed endotermici, il campionato, composto di cinque prove in altrettanti Paesi, è stato vinto per il secondo anno consecutivo dalla coppia formata dal polacco Artur Prusak e dal francese Thierry Benchetrit su Toyota. La scuderia giapponese si è laureata campione del mondo costruttori per la settima volta.
Il campionato della categoria III (veicoli elettrici) è invece stata ad appannaggio del duo italiano Nicola Ventura-Guido Guerrini su Renault Zoe, con la squadra francese che ha vinto il titolo costruttori.

## Calendario e vincitori
| Gara                          | Vincitori cat. VII/VIII         | Veicolo  | Vincitori cat. III                       | Veicolo      |
| ----------------------------- | ------------------------------- | -------- | ---------------------------------------- | ------------ |
| VIII Eco Rallye Vasco Navarro | Artur Prusak Thierry Benchetrit | Toyota   | Adrián Oyarbide Rodas Maite Ibarbarriaga | Nissan       |
| Rallye Český Krumlov          | František Vahala Ondrej Kroutil | Audi     | Nicola Ventura Guido Guerrini            | Renault      |
| 5° Ecorally della Mendola     | Artur Prusak Thierry Benchetrit | Toyota   | Nicola Ventura Guido Guerrini            | Renault      |
| 11° Ecorally di San Marino    | Artur Prusak Thierry Benchetrit | Toyota   | non previsto                             | non previsto |
| Hi-Tech Ecomobility Rally     | Elvis Georgiev Elena Georgieva  | Infiniti | Nicola Ventura Guido Guerrini            | Renault      |

## Classifiche cat. VII/VIII

### Piloti
| Punti | Pilota (Prime posizioni)                             |
| ----- | ---------------------------------------------------- |
| 60    | Artur Prusak                                         |
| 48    | Massimo Liverani                                     |
| 24    | Fabio Loperfido                                      |
| 20    | Elvis Georgiev                                       |
| 18    | Lukasz Nytko                                         |
| 16    | Joan Aymerich Roura                                  |
| 12    | Kalin Dedikov, Txema Foronda Antiza                  |
| 10    | Frantisek Vahala, Guido Guerrini, Nik Karapanagiotis |

### Co-piloti
| Punti | Co-pilota (Prime posizioni)                         |
| ----- | --------------------------------------------------- |
| 60    | Thierry Benchetrit                                  |
| 34    | Fulvio Ciervo                                       |
| 32    | Valeria Strada                                      |
| 24    | Alessandro Moretti                                  |
| 20    | Elena Georgieva                                     |
| 18    | Piotr Nytko                                         |
| 16    | Gerard Aymerich Roura                               |
| 12    | Georgi Pavlov, Pilar Rodas Andujar                  |
| 10    | Ondrek Kroutil, Francesca Olivoni, Evangelos Karras |

### Costruttori
| Punti | Costruttore (Prime posizioni) |
| ----- | ----------------------------- |
| 60    | Toyota                        |
| 48    | Alfa Romeo                    |
| 24    | Abarth                        |
| 20    | Infiniti                      |
| 12    | Great Wall                    |

## Classifiche cat. III

### Piloti
| Punti | Pilota (Prime posizioni)                   |
| ----- | ------------------------------------------ |
| 30    | Nicola Ventura                             |
| 10    | Adrian Oyarbide Rodas                      |
| 8     | Albert De La Torre Chavalera, Fuzzy Kofler |

### Co-piloti
| Punti | Co-pilota (Prime posizioni)        |
| ----- | ---------------------------------- |
| 30    | Guido Guerrini                     |
| 10    | Maite Ibarbarriaga                 |
| 8     | Albert Sanchez Pane, Franco Gaioni |

### Costruttori
| Punti | Costruttore (Prime posizioni) |
| ----- | ----------------------------- |
| 30    | Renault                       |
| 17    | Kia                           |
| 16    | Nissan                        |